# Es ist euch gut, dass ich hingehe
Es ist euch gut, daß ich hingehe (È un bene per te che me ne vada), BWV 108, è una cantata sacra di Johann Sebastian Bach. La compose a Lipsia per la quarta domenica dopo Pasqua, e la eseguì per la prima volta il 29 aprile 1725.
È la seconda di nove cantate su testi di Christiana Mariana von Ziegler, con la quale collaborò alla fine del suo secondo ciclo di cantate. Ha usato due citazioni dal vangelo prescritto da Commiato di Gesù e ha chiuso la cantata con una strofa da "Gott Vater, sende deinen Geist" di Paul Gerhardt.
L'argomento è la predizione di Gesù della sua separazione e della venuta dello Spirito come consolatore. Il primo annuncio è cantato dal basso come vox Christi, il secondo, al centro dell'opera, dal coro in tre fughe riunite in stile mottettino ma unificate da temi simili. Bach ha scritto il brano pensando ad un organico composto da tre solisti vocali (contralto, tenore e basso), un coro a quattro parti e un'orchestra di due oboi d'amore, archi e basso continuo.

## Storia e testo
Bach compose la cantata nel suo secondo anno a Lipsia per la quarta domenica dopo Pasqua, denominata Cantate. Le letture prescritte per la domenica erano tratte dalla Lettera di Giacomo: "Ogni dono buono viene dal Padre della luce" (Giacomo 1,17–21), e dal Vangelo secondo Giovanni, Gesù che annuncia il Consolatore nei suoi discorsi di addio (Giovanni 16:5-15). Nel suo secondo anno Bach aveva composto cantate corali tra la prima domenica dopo la Trinità e la domenica delle Palme, ma per Pasqua tornò alle cantate su testi più vari, forse perché perse il suo libretto.
Tra Pasqua e Pentecoste l'assemblea di Bach ascoltò una serie di nove cantate su testi di una nuova librettista, Christiana Mariana von Ziegler. Poiché l'intervallo medio tra le esecuzioni era inferiore a una settimana (non erano solo domenicali, ce n'erano anche per il giorno dell'Ascensione e della Pentecoste), è possibile che Bach sia stato composto con un ritmo altrettanto intenso, anche se non si sa quando iniziò lavorare su di loro. Il primo della serie fu Ihr werdet weinen und heulen, BWV 103, seguito una settimana dopo da Es ist euch gut, daß ich hingehe. Inizia con un assolo di basso come vox Christi che pronuncia una citazione dal Vangelo di Giovanni (Giovanni 16:7); una seconda citazione appare nel quarto movimento (Giovanni 16:13). I movimenti secondo e terzo trattano della speranza di salvezza; il quinto movimento è una preghiera per ricevere guida sino alla morte. Il poeta usò come corale di chiusura la decima strofa dell'inno di Paul Gerhardt Gott Vater, sende deinen Geist (1653), esprimendo fede nella guida di Dio.

## Pubblicazione
Il testo della cantata fu pubblicato nel 1728 nella prima raccolta della Ziegler, Versuch in gebundener Schreibart. La versione impostata da Bach era leggermente alterata: Bach, qui come in altre cantate dello stesso librettista, ha abbreviato il testo. La musica sopravvisse in un manoscritto olografo, ma non fu pubblicata fino al 1876, quando la cantata apparve nella prima edizione completa dell'opera di Bach da parte della Bach Gesellschaft.

## Movimenti
I movimenti della cantata sono in tutto 6:
1. Aria (basso): Es ist euch gut, daß ich hingehe; denn so ich
2. Aria (tenore): Mich kann kein Zweifel stören
3. Recitativo (tenore): Dein Geist wird mich also regieren
4. Coro: Wenn aber jener, der Geist der Wahrheit
5. Aria (contralto): Was mein Herz von dir begehrt
6. Corale: Dein Geist, den Gott vom Himmel gibt